# Sad Jokes
Sad Jokes ist ein deutscher Spielfilm des Regisseurs Fabian Stumm aus dem Jahr 2024.

## Handlung
Joseph und Sonya verbindet eine enge Freundschaft und ihr kleiner Sohn Pino, den sie gemeinsam großziehen. Während Regisseur Joseph an einer neuen Filmidee arbeitet und die Trennung von seinem Ex-Freund Marc verarbeitet, kämpft Sonya mit einer Depression, die sie immer mehr aus ihrem Leben reißt. Als sie in eine Klinik geht, muss Joseph seinen Familienalltag und seine künstlerischen Ambitionen unter einen Hut bringen.

## Produktion und Veröffentlichung
Sad Jokes wurde von Postofilm in Berlin produziert. Die deutsche Uraufführung fand am 30. Juni 2024 auf dem Filmfest München in der Reihe Neues Deutsches Kino statt. Der deutsche Kinostart erfolgte am 12. September 2024. Der Erstverleih in Deutschland ist Salzgeber. Seine internationale Premiere hatte der Film am 9. September 2024 auf dem Toronto International Film Festival in der Discovery-Sektion. Im April 2025 wird Sad Jokes in der Reihe New Directors / New Films, einem gemeinsamen Filmfestival des New Yorker Museum of Modern Art und der Film Society of Lincoln Center, gezeigt.

## Rezeption
Die Jury des Förderpreises Neues Deutsches Kino lobte die beste Regie für einen Film, der die Absurditäten und Spannungen des Lebens präzise einfängt. Mal aggressiv und ruppig, dann unwirklich und schließlich poetisch schön. Die FIPRESCI-Jury lobte Fabian Stumms angstbesetzte, aber warmherzige Geschichte. Sie betonte, dass der Film kurzweilig von zerbrochenen Beziehungen und dem Kampf mit einer psychischen Störung erzählt. „Sad Jokes bewegt, ohne rührselig zu sein. Er ist spezifisch und zugleich universell und trifft trotz ernster Themen den richtigen Ton.“
Von der Presse erhielt der Film ebenfalls enthusiastische Kritiken. „Was für ein Talent! Den Förderpreis Neues Deutsches Kino hat Fabian Stumm verdient gewonnen, vor allem aber verdient sein Film ein großes Publikum“, schrieb Marga Boehle in Blickpunkt:Film. „Stumms Sensibilität als Schauspieler und Regisseur scheint in jeder Geste und jedem unbeholfenen Lächeln auf Josephs Gesicht durch“, schrieb Savina Petkova auf Cineuropa. „Es ist diese Sanftheit, die Sad Jokes wie eine liebevolle Umarmung nach dem Weinen anfühlen lässt.“ Für Jens Balkenborg von epd Film ist „die Selbstverständlichkeit, mit der Stumm von neuen, queeren Lebens- und Familienentwürfen erzählt, im deutschen Film einzigartig.“
Im Dezember 2024 wählte die Wochenzeitung Die Zeit Sad Jokes zu den besten Filmen des Jahres: „Endlich eine deutsche Komödie, die andere Töne anschlägt! Eine wahrhaftige Komödie mit traurigem Kern, die etwas verhandelt, ihre Figuren und den Titel Sad Jokes ernst nimmt.“

## Auszeichnungen
Deutscher Filmpreis 2025
- Beste männliche Nebenrolle (Godehard Giese)[10]

Filmfest München 2024
- FIPRESCI-Preis 2024[5]
- Förderpreis Neues Deutsches Kino, Beste Regie[11]

Preis der deutschen Filmkritik 2025
- Nominierung als Bester Spielfilm
- Auszeichnung als Bester Schauspieler (Fabian Stumm)[12]
- Nominierung für das Beste Drehbuch (Fabian Stumm)[13]

Sunny Bunny Queer Festival 2025
- Nominierung im Internationalen Spielfilm-Wettbewerb[14]